# Samart Payakaroon
Samart Payakaroon (thaï : สามารถ พยัคฆ์อรุณ / Samart Payakarun), de son vrai nom Samart Tiptarmai (สามารถ ทิพย์ท่าไม้), est un champion thaïlandais de muay thai et de boxe anglaise et aussi un acteur thaïlandais, né le 5 décembre 1962 à Bangprakong.

## Carrière sportive
Considéré comme l'un des plus grands combattants de boxe thaïlandaise, il a remporté à quatre reprises le titre de champion de muay thai du Lumpinee dans quatre catégories différentes, 47 kg, 49 kg, 52 kg, 57 kg. Il gagne sa première ceinture à 17 ans en 1980. 
Il totalise 150 combats en Muay Thaï, 129 victoires dont 30 K.O, 19 défaites et 2 nuls. 
Payakaroon a également remporté le titre de champion du monde WBC de boxe anglaise en poids super-coqs aux dépens de Lupe Pintor le 18 janvier 1986, titre qu'il cède le 8 mai 1987 face à l'Australien Jeff Fenech.

## Filmographie
- 2001 La légende de Suriyothai
- 2002 Headless Hero
- 2003 Safari (ดึกดำดึ๋ย)[4]
- 2004 The Bodyguard
- 2006 Le Guerrier de Feu
- 2007 Boxers
- 2018 The 400 Bravers